# Zdeněk Nejedlý
Zdeněk Nejedlý (10 février 1878 à Litomyšl, Bohême - 9 mars 1962 à Prague) est un musicologue, historien, critique musical, auteur et homme politique tchèque dont les idées dominent la vie culturelle de ce qui est aujourd'hui la République tchèque pendant la majeure partie du XXe siècle. Bien qu'il ait commencé comme critique musical d'opéras dans les journaux de Prague en 1901, dans l'Entre-deux-guerres, son influence grandit, guidé principalement par des opinions politiques socialistes. Cette combinaison de politique de gauche et de leadership culturel fait de lui une figure centrale dans les premières années de la République socialiste tchécoslovaque après 1948, où il devient le premier ministre de la Culture et de l'Éducation. À ce poste, il est responsable de la création d'un programme d'enseignement à l'échelle de l'État et est associé à l'expulsion des professeurs d'université au début des années 1950.

## Biographie

### Jeunesse et carrière

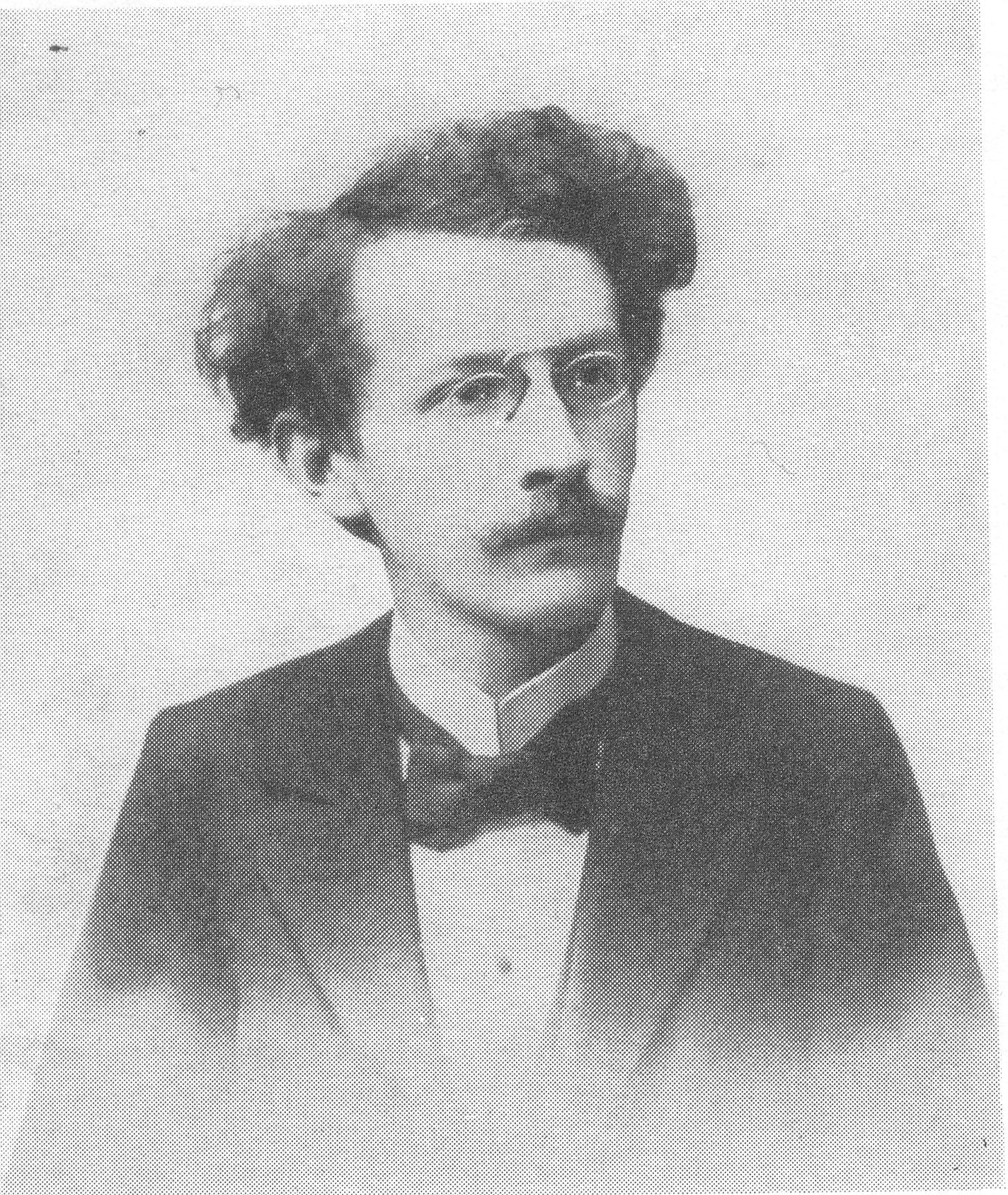
Zdeněk Nejedlý en 1905.

Fils du compositeur et pédagogue de Bohême orientale Roman Nejedlý (1844–1920), Zdeněk Nejedlý a la chance de naître à Litomyšl, lieu de naissance historique du compositeur Bedřich Smetana, le soi-disant "père de la musique tchèque" et une importante figure de proue du mouvement de renaissance nationale des Tchèques au XIXe siècle. Son éducation formelle en musique commence avec Josef Šťastný au gymnase de Litomyšl (1888–1896), parallèlement à des cours d'histoire tchèque. En 1896, il s'installe à Prague pour étudier à l'Université Charles, où il suit des cours d'histoire positiviste avec Jaroslav Goll et d'esthétique musicale avec Otakar Hostinský, obtenant finalement son doctorat en 1900. Hostinský, un grand partisan de la musique de Smetana, suggère que Nejedlý étudie la composition et la théorie musicale avec son collègue partageant les mêmes idées, Zdeněk Fibich, dont la personnalité et les goûts ont un effet profond sur son jeune élève. Bien que ses premières publications soient consacrées à l'histoire tchèque, après la mort de Fibich en 1900, Nejedlý se consacre à la musicologie, écrivant une monographie intitulée Zdenko Fibich, fondateur du mélodrame scénique en 1901 comme une première tentative pour obtenir une plus grande reconnaissance pour son mentor. Le fait que ces efforts aient été dirigés contre l'establishment musical de Prague (qui, selon lui, a victimisé Smetana, Fibich et Hostinský) est mis en évidence par sa première incursion dans la critique musicale la même année, lors d'une attaque contre l'opéra Rusalka d'Antonín Dvořák peu après sa première.
Ces divisions factionnelles inspirent Nejedlý tout au long de sa carrière; à bien des égards, il est personnellement responsable de leur perpétuation pour les générations futures, longtemps après leur introduction dans la société musicale tchèque. Son Histoire de la musique tchèque de 1903 trace des lignes de bataille distinctes entre les étudiants du Conservatoire de Dvořák et les supposés héritiers de Smetana, dont les compositeurs Josef Bohuslav Foerster, Otakar Ostrčil et Otakar Zich, tous amis personnels de Nejedlý en rupture avec l'establishment de Prague. Au cours de la décennie suivante, il produit une quantité extraordinaire d'écrits sur la musique, notamment des monographies sur la chanson pré-hussite (1904, 1907 et 1913), les opéras de Smetana 1908, Czech Modern Opera Since Smetana (1911, excluant notoirement Dvořák), Hostinský (1907 et 1910), et Gustav Mahler (1913). En 1908, il commence à donner des cours de musicologie à l'Université Charles, formant un cercle de jeunes collègues dévoués qui comprend Zich et Vladimír Helfert.

### Polémiques et entre-deux-guerres
Lorsque les critiques musicales de Nejedlý pour les quotidiens de Prague deviennent désagréables dans leur parti pris anti-conservatoire, lui et ses partisans sont interdits de publication, forçant le groupe à fonder leur propre journal, Smetana, qui dure seize ans, de 1910 à 1927. De ce point de vue, Nejedlý lance la soi-disant «affaire Dvořák» (1911–1914), dans laquelle il cherche à attaquer l'héritage du grand compositeur; tous les artistes contemporains qui se rangent contre lui (en particulier les 31 musiciens qui signent une pétition publique en 1912) deviennent l'objet d'attaques personnelles féroces. En commençant par Vítězslav Novák en 1913, Nejedlý cherche à mettre fin à la carrière des compositeurs qui ne se conforment pas à ses vues pro-Smetana de la tradition moderne et de la responsabilité sociale. Il critique également Josef Suk. Pendant ce temps, il soutient ses protégés, en particulier Ostrčil en tant que directeur du Théâtre national de Prague et Zich en tant que compositeur d'opéra moderniste.
Après la légalisation du Parti communiste tchécoslovaque en 1921, Nejedlý devient l'un de ses partisans les plus en vue et les plus virulents. À l'exception de son journal Smetana, il se détourne des publications grand public, se concentrant sur le quotidien communiste Rudé právo, où il soutient le secrétaire général nouvellement élu Klement Gottwald et son aile du Parti communiste, et son propre journal politique, Var (Bouillante, 1921–30). Dans ceux-ci, il réprimande la République tchécoslovaque de l'Entre-deux-guerres, son président Tomáš Masaryk et divers autres dirigeants ; le dernier numéro de Var est consacré à un soutien de l'opéra Wozzeck d'Alban Berg, qu'Ostrčil a mis en scène en 1926. À ce stade, cependant, ses nombreux étudiants en musicologie figurent parmi les principaux critiques à Prague, poursuivant son travail en son nom. Après la fermeture du Var, ses principales activités musicales comprennent une courte polémique avec Novák et des monographies sur Ostrčil (1935, pour commémorer la mort de son ami), le Théâtre national (1936) et la musique soviétique (1937). en 1932, il devient président d'une autre association indépendante de gauche, le Léva Fronta, et à partir de 1935, il est président de l'Association internationale des historiens marxistes (à partir de l'année suivante, l'association s'appelle l'Académie socialiste).

### Communisme de guerre et d'après-guerre
Pendant l'occupation nazie, la famille Nejedlý s'enfuit en Union soviétique, où il aurait aidé de loin les activités de résistance tchèque et rejoint officiellement le Parti communiste en 1939. À cette époque, son fils Vít Nejedlý (1912-1945), dont la courte carrière à Prague s'est concentrée sur des pièces d'agitprop communistes et des chœurs ouvriers, est impliqué dans une brigade tchèque attachée à l'Armée rouge, dont il tente d'imiter le groupe. Après la fin de la guerre (et la mort de Vít du typhus après la bataille de Dukla, janvier 1945), Zdeněk Nejedlý retourne à Prague pour participer au gouvernement d'après-guerre. Initialement sous la Troisième République d'Edvard Beneš, il est nommé ministre de l'Éducation, des Arts et des Sciences, mais il change contre la Sécurité sociale en 1946. Après la prise du pouvoir par les communistes (la "révolution de février") en 1948, il revient à la culture et à l'éducation avec des pouvoirs renforcés, poste qu'il conserve jusqu'en 1953. Ces années cruciales voient la mise en œuvre d'un programme d'études à l'échelle de l'État à tous les niveaux d'enseignement : sa position révisionniste envers l'histoire tchèque reçoit force de loi. Cela comprend la minimisation des réalisations de la démocratie disparue comme une série de tendances bourgeoises qui étaient finalement préjudiciables à la société.

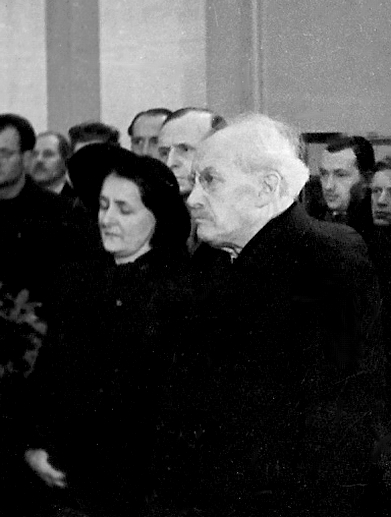
Nejedlý et sa femme en 1945

C'est aussi l'occasion pour Nejedlý de promouvoir sa passion pour Smetana et sa "lignée", désormais promulguée en tant que loi de l'État. À cette dernière fin, il entre dans une nouvelle étape de l'édition rétrospective, avec des ouvrages comme L'histoire de mon smétisme, De la culture tchèque, et surtout Les communistes, héritiers de la grande tradition progressiste de la nation tchèque. Ces œuvres et surtout leur idéologie sont conservées, sous une forme ou une autre, en République socialiste tchécoslovaque jusqu'à la chute du communisme (la « Révolution de Velours ») en 1989. En tant que tel, le nom de Nejedlý est associé à l'hégémonie totalitaire par au moins deux générations d'étudiants, dont beaucoup n'ont aucun lien avec sa musicologie.

### Les procès-spectacles et Josef Hutter
Après environ deux ans de dictature communiste, le Parti communiste tchécoslovaque entame une purge de son propre parti ou d'anciens opposants non communistes, qui s'est notoirement manifestée par l'arrestation et l'exécution de Rudolf Slánský et Milada Horáková. Pour Nejedlý, cette atmosphère est l'occasion de régler de vieux comptes dans la communauté académique et musicale. Plus de dix ans auparavant, au milieu des années 1930, les attaques publiques de Nejedlý contre des artistes tels que Leoš Janáček avaient retourné nombre de ses anciens partisans contre lui, notamment Vladimír Helfert, dont le travail de musicologue a dépassé celui de son professeur, et Josef Hutter, qui a publié sur Ostrčil et Zich. Lorsque Helfert publie une monographie historique, Czech Modern Music: A Study of Czech Musical Creativity (1936) qui comprend une attaque cinglante contre les préjugés idéologiques dans la critique musicale, Nejedlý s'attend à ce que ses partisans restants évitent Helfert et condamnent la publication. Hutter se range publiquement du côté de Helfert. Pendant l'occupation nazie, les deux hommes sont emprisonnés par les nazis : Helfert pour résistance communiste (pour laquelle il est sévèrement torturé, mourant en mai 1945) et Hutter pour résistance pro-démocrate. Après la guerre, Hutter retourne à l'Université Charles, mais est expulsé en 1950 et arrêté sur de fausses accusations. Il est condamné à trente-neuf ans de prison, mais n'en purge que six, après avoir été libéré lors d'une amnistie. Sa santé brisée, Hutter meurt en 1959, trois ans avant son ancien professeur.
Zdeněk Nejedlý est décédé le 9 mars 1962 et est enterré au Cimetière de Vyšehrad du château Vyšehrad de Prague, réservé aux héros tchèques et aux représentants importants de la culture tchèque. Sa tombe est près de celles de Smetana, Ostrčil, et de son fils, Vít.